# Gunno Dahlstierna
Gunno Dahlstierna (né Gunno Eurelius, 7 septembre 1661 – 7 septembre 1709) est un poète suédois.

## Biographie
Fils du prêtre Andreas Eurelius et de Margareta Bluthera, Gunno Eurelius entre à l'université d'Uppsala en 1677. Il se fait arpenteur en 1681 et participe à la cartographie de la Livonie. Il se rend en Allemagne en 1685 pour y étudier, notamment à Leipzig. Il y défend sa thèse De electro (1687) avec une telle conviction qu'un poste de professeur lui est offert. Eurelius décide néanmoins de rentrer en Suède, et devient en 1690 inspecteur du cadastre. Il est envoyé en Poméranie suédoise en 1691 et contribue à l'établissement de cartes valables de la région. Il est fait chevalier en 1702 et reçoit à cette occasion le nom de « Dahlstierna ».

## Œuvre
L'œuvre poétique de Gunno Dahlstierna est consacrée à l'exaltation de la Suède et de la monarchie suédoise, dans la foulée du gothicisme d'Olof Rudbeck. Elle offre également des descriptions nostalgiques de sa région d'origine, le Dalsland, et son style est émaillé de tournures propres au dialecte de cette région.

### Éditions
- (la) Elektron, Leipzig, Johann Georg, 1687 (lire en ligne)

## Crédits de traduction
- (sv) Cet article est partiellement ou en totalité issu de l’article de Wikipédia en suédois intitulé « Gunno Dahlstierna » (voir la liste des auteurs).